# Feromona

Bombicol (feromona del gusano de seda, Bombyx mori).

Las feromonas son sustancias químicas secretadas por los seres vivos, con el fin de provocar comportamientos específicos en otros individuos de la misma especie. Son un medio de transmisión de señales volátiles producidas en forma líquida, que luego se dispersan por el ambiente. En caso de moléculas para la comunicación interespecífica se utiliza el término alelomonas.
Muchas especies de plantas y animales utilizan diferentes aromas o mensajes químicos como medio de comunicación y casi todas envían uno o varios códigos por este medio, tanto para atraerse o rechazarse sexualmente como para otros fines. Algunas mariposas, como los machos de Saturnia pyri, son capaces de detectar el olor de la hembra a 20 km de distancia.
El término feromona fue acuñado a finales de la década de 1950, a partir de las raíces griegas φέρω, ‘llevar’, y ὁρμόνη, ‘estímulo, hormona’.
En 2006, se mostró que una subclase de receptores encontrado en el epitelio olfatorio llamados Receptor 1 Asociado a las Aminas Trazas son activados por aminas volátiles encontradas en orina de ratones, incluida una feromona.

## Evolución
Los procesos olfatorios de señales químicas han evolucionado en todos los grupos taxonómicos de organismos, incluyendo las bacterias y son así el sistema receptor más antiguo filogenéticamente. Se considera que sirven funciones de supervivencia al generar respuestas apropiadas a señales de peligro, sexo y estatus de dominancia entre miembros de la misma especie.
Además, también se ha sugerido que en la evolución de procariotas unicelulares a eucariotas pluricelulares, las señales primordiales paracrinas y endocrinas hayan evolucionado dentro de organismos individuales.

### Receptores de feromonas

#### En el epitelio olfatorio
En el ser humano hay un grupo de seis receptores acoplados de proteínas G (i.e., TAAR1, TAAR2ls, TAARs) en el epitelio olfatorio que funcionan para identificar los odorantes amínicos volátiles, incluyendo ciertas feromonas; se considera que estos TAARs funcionan como receptores de feromonas que identifican mensajes sociales.

#### En el órgano vomeronasal
En reptiles, anfibios y en mamíferos (menos los primates) las feromonas son detectadas por el órgano vomeronasal u órgano de Jacobson además de las membranas olfatorias ordinarias. Este órgano se encuentra en la base del septo nasal entre la nariz y la boca. Este órgano está presente en la mayoría de los anfibios, reptiles y mamíferos no primates, en cambio está ausente en aves, monos catarrinos adultos y simios. La existencia del órgano de Jacobson en humanos está en discusión. Está presente en el feto, pero se reduce después. Se han identificado tres tipos de receptores acoplados a proteínas G, aunque difieren de los receptores típicos, sin embargo deben tener cierta función.

## En abejas
Las feromonas en las abejas domésticas se producen en glándulas especiales y actúan a través del olfato por regla general. Las abejas obreras también las tienen. Son especialmente conocidas las glándulas de Nasonov, en el dorso del abdomen, que emiten la feromona de Nasonov. Las avientan levantando el abdomen y batiendo las alas.
Algunas feromonas pueden funcionar por intercambio oral. La reina las emplea para controlar a las obreras y, en el vuelo nupcial, para atraer a los machos. Estimula la agregación en los enjambres, impide la construcción de celdas realeras, transmite su presencia, lo que mantiene la tranquilidad de la colmena, promueve la recolección de néctar.
Hay feromonas producidas por glándulas mandibulares que impregnan el cuerpo y son recogidas por las obreras con la lengua, y así las transmiten para generalizar el conocimiento de que la reina está presente.
Las feromonas que hacen la construcción de nuevas celdas reales (las que sirven para criar nuevas reinas) se producen en glándulas tarsales (en las patas).

## En hormigas
Las hormigas son artrópodos de la familia Formicidae que usan las feromonas como señal de reclutamiento, reconocimiento, territorialidad y alarma.

### Anatomía
Las hormigas producen feromonas gracias a varias glándulas exocrinas que pueden ser de diferentes tipos: glándulas de Dufour, venenosas, pigidiales y mandibulares (Fig.1).

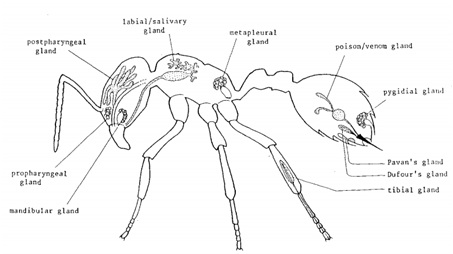
Fig. 1. Ubicación de algunas de las glándulas exocrinas en las hormigas.

Estas glándulas son modificaciones de células epidérmicas del integumento y pueden ser unicelulares o un agregado de varias células. Hay aproximadamente un total de 50 glándulas en un individuo y pueden ser de uno o dos tipos.  El primer grupo son glándulas epiteliales que secretan directamente en la cutícula. El segundo grupo es un grupo de glándulas compuestas de diferentes unidades secretoras, cada una con una célula secretora y una célula ducto. Las secreciones de estas glándulas pueden ir directamente al exterior o tener reservorios internos.
En cuanto a los sitios de liberación de las hormonas, en el caso de las hormonas sexuales estas se liberan desde el gáster. Algunas hormigas como Rhytidoponera metallica usan la glándula pigidial y otras como Monomorium pharaonis usan la glándula de Dufour mientras que otras producen hormonas sexuales en sus glándulas venenosas. Las feromonas de alarma usadas en caso de peligro pueden ser producidas en las glándulas mandibulares, pigidiales o de Dufour. La glándula de Dufour es la fuente de los químicos que pueden generar atracción, orientación, emigración de la colonia, reclutamiento por alarma o establecimiento.
Los insectos tienen dos sistemas quimiosensoriales principales, el gusto y el olfato y las señales por feromonas podrían ser detectadas por cualquiera de los dos sistemas, sin embargo los hallazgos al respecto se han dado por detección olfativa. En insectos los olores son detectados por sensilias olfatorias que pueden tener diferentes tamaños y formas, con pared cuticular sencilla o doble y siempre con poros que penetran la cutícula para que las moléculas de olor puedan llegar a las neuronas quimiorreceptoras. Las neuronas olfativas de los adultos se proyectan a los lóbulos olfatorios del cerebro mientras que en las larvas estas neuronas se proyectan en un lugar del cerebro homólogo al lóbulo olfativo del adulto. Las dendritas de las neuronas olfativas están recubiertas con pelos cuticulares lo que comprende las sensilias olfatorias que se encuentran en las antenas o en algunos insectos también en los palpos maxilares

### Electrofisiología
Las feromonas son percibidas gracias a sensilias olfatorias localizadas en las antenas. Las sensilias tienen una o más dendritas sensoriales que se encuentran dentro de la capa cuticular que contiene numerosos poros.
Recepción de feromonas se divide en los siguientes pasos (según Jackson y Morgan, 1993):
1. Las moléculas de la feromona son absorbidas a través de la superficie de las sensilias y entran por difusión por el sistema de poros tubular de la superficie.
2. Las moléculas llegan a la membrana de la dendrita donde se unen a los receptores proteicos causando un impulso eléctrico.
3. Después de que las feromonas reaccionan con los aceptores son rápidamente convertidas en compuestos inactivos por enzimas en las antenas.
4. Los potenciales graduados se acumulan en la superficie de la dendrita hasta que se suman para formar un potencial de acción que se propaga a lo largo del axón neural hasta el cerebro.
5. Diferentes tipos de receptores responden a diferentes compuestos volátiles lo que lleva diferentes tipos de señales al cerebro y genera diferentes respuestas fisiológicas y/o comportamentales.

Vogt, 2005 hace una descripción más detallada en cuanto a la base molecular en la quimiorrecepción de insectos la cual puede aplicarse al procesamiento de muchas hormonas. Por muchos años la detección de feromonas se vio como un sistema distinto de la detección de olores pero la detección de las feromonas al nivel de las sensilias parece ser una versión adaptativa de la detección de olores en general.  Una vez adentro, los olores se unen a proteínas conocidas como OBPs (soluble odorant binging proteins) y son transportados por esas proteínas a proteínas receptoras olfativas transmembranales, ORs. Las moléculas de olor se degradan por una variedad de enzimas que están en el lumen de las sensilias. La activación de los ORs que son receptores asociados a proteínas G genera un incremento en un compuesto conocido como inositol trifosfato (IP3) que activa directamente los canales iónicos de las membranas neuronales.
Las feromonas además, pueden presentarse de formas estructuralmente diferentes. Si un isómero de la molécula se produce, entonces el otro isómero de la misma será menos activo o totalmente inactivo. En las hormigas de la especie Atta texana la feromona de alarma en la forma de uno de los isómeros ((S)-(+)-4- methyl-3-heptanone) produce un umbral de respuesta 100 veces menor que su isómero R.

### Experimentos electrofisiológicos
Existen diferentes técnicas para medir la actividad eléctrica de los receptores olfativos en insectos tales como la electroantenografía y técnicas de registros unicelulares. Sin embargo, estas técnicas no han sido casi aplicadas en estudios en hormigas por su cutícula tan dura y sus respuestas potenciales bajas a las mismas.
No obstante, se han realizado algunos estudios en donde se midieron las respuestas electrofisiológicas de las hormigas Camponotus atriceps en el reconocimiento de conspecíficos y no conspecíficos. La actividad simultánea antena-cerebro fue registrada inmovilizando la cabeza y las antenas de las hormigas introducidas en puntas de pipetas, la cabeza y antenas se inmovilizaron con cera de abejas. Se abrió una ventana en la cápsula y glándulas cefálicas. La tráquea y los músculos fueron removidos para tener acceso a los lóbulos antenales y a los cuerpos cetiformes. La sensibilidad antenal de las hormigas C. atriceps fue determinada por medio de un electroantenograma, insertando la parte terminal distal de la antena intacta en el electrodo capilar de vidrio lleno de solución salina. La actividad cerebral fue registrada usando microelectrodos de tungsteno en el lóbulo antenal ipsilateral y en los cuerpos cetiformes. El electrodo capilar de vidrio de referencia se puso en la cabeza atrás del cerebro. Las señales generadas por las antenas y el cerebro fueron transferidas a un amplificador y a un monitor de audio y posteriormente digitalizadas para ser vistas en un monitor (Fig.2).

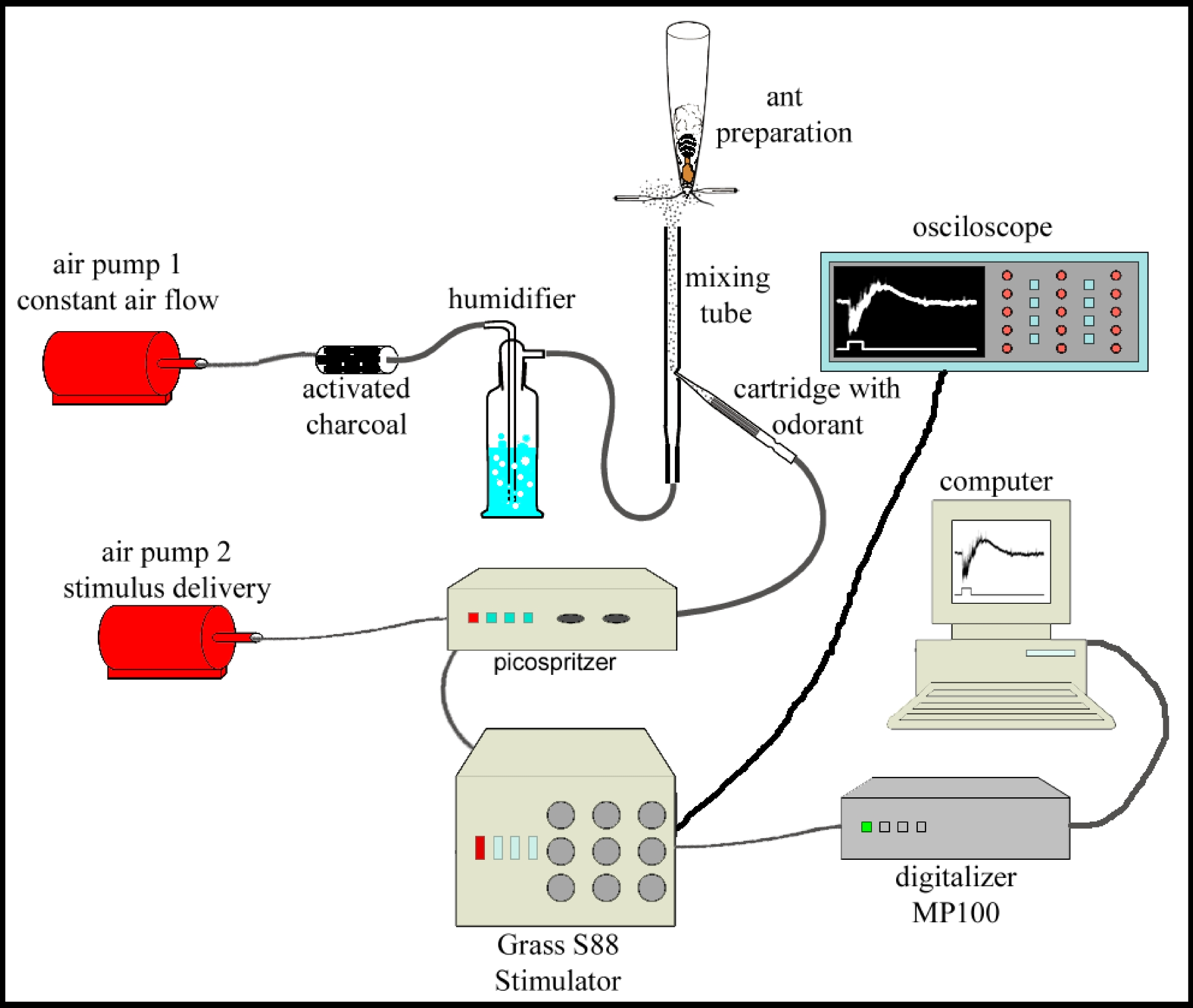
Fig.2. Montaje de un electroantenograma para medir la actividad eléctrica anteno-cerebral en las hormigas.

Como resultado de este experimento electrofisiológico se encontró que en el 90 % de las pruebas realizadas las hormigas respondieron agresivamente al papel filtro con extracto de no conspecíficos (Fig. 3).

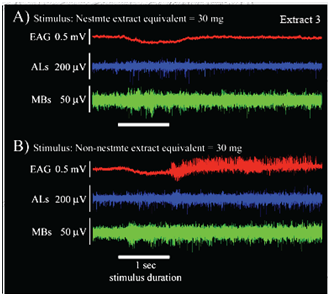
Fig. 3. Actividad eléctrica registrada en los lóbulos antenales (ALs) y cuerpos cetiformes (MBs), usando un electroantenograma (EAG). A: Respuesta a conspecíficos. B: Respuesta a no conspecíficos.

Existen además otros experimentos electrofisiológicos que se han realizado para evaluar la respuesta de las hormigas a estímulos como el olor de semillas  o detección de dióxido de carbono en donde se descubrió que las sensilias ampulares son responsables de la percepción de CO2. Se corroboró que las neuronas de este órgano se encuentran continuamente activas durante estimulación con CO2 lo que les permite a las hormigas detectar la concentración de dióxido de carbono dentro de sus nidos.

### Comportamiento
Se han descrito diferentes tipos de feromonas producidas por hormigas (1):
- Sexuales: Son hormonas de atracción. Las hormigas hembra se ubican fuera del nido y liberan feromonas sexuales para atraer a los machos. Otro tipo de acercamiento se da cuando el macho libera feromonas de las glándulas de la mandíbula para atraer a la hembra, las feromonas de agregación juegan un papel importante en el apareamiento ya que agrupan a los miembros de una colonia en una misma zona para tal fin.
- De dispersión o espaciamiento: Son feromonas que incrementan el espaciamiento entre individuos disminuyendo así la competencia intraespecífica.
- Alarma: Usadas para alertar a los conspecíficos en caso de peligro, las más comunes son cetonas alifáticas. Aunque muchas veces las señales de alarma involucran un aumento en la locomoción de los individuos hay un caso especial en la especie Zacryptocerus varians que vive en manglares en donde la señal de alarma hace que las hormigas se queden inmóviles y cerca al substrato para no caer accidentalmente al agua.[28]
- De rastro: Son usadas por las hormigas para ser seguidas por conspecíficos ya sea hacia fuentes de comida o hacia nuevos lugares para construir nidos. Cuando una hormiga encuentra una fuente nueva de comida marca el camino con feromonas, el camino será posteriormente reforzado con la acumulación de más feromonas. Las feromonas son volátiles por lo tanto después de un tiempo de agotado el alimento se dispersan y las hormigas dejan de seguir dicho camino.
- De superficie: Son secreciones que estimulan el intercambio de comida. Son producidas en la superficie del cuerpo de las hormigas y se perciben a cortas distancias o por contacto directo. Sirven para el reconocimiento de conspecíficos.

Se ha demostrado que gracias al uso de feromonas, las hormigas tienen la capacidad de elegir el camino más corto desde su nido hacia una fuente de comida y de vuelta desde la fuente de comida al nido gracias a un sistema positivo de retroalimentación en el que la probabilidad de una hormiga de elegir alguno de los caminos posibles está modificada por la hormiga anterior que ha descargado la feromona en el camino más corto, así que después de un tiempo todas las hormigas seguirán el mismo camino. También se ha encontrado que las hormigas pueden dejar rastros de feromonas para indicar en dónde se encuentra la comida de mejor calidad, y que cuando encuentran fuentes de mejor calidad que otras depositan feromonas a una tasa más alta, esto haciendo un camino en U con el establecimiento de la feromona desde la fuente de alimento hasta el nido (21). Así mismo, se creía que una vez un camino se ha establecido gracias a un reforzamiento por deposición de feromonas este no podría cambiarse por otro, sin embargo se ha planteado que puede existir cierta flexibilidad por parte de las hormigas para elegir nuevos caminos si por ejemplo el camino original que siguen se bloquea. También se ha demostrado que las hormigas que realizan un camino en U (es decir que en el camino de la comida hacia el nido vuelven hacia la comida antes de llegar al nido) son las que más feromonas depositan durante un camino hacia un alimento de mejor calidad.
Así mismo, dentro de los insectos sociales como las hormigas, la hormiga reina tiene la capacidad de producir feromonas responsables de regular el desarrollo de los ovarios de las hembras de la colonia siendo el mayor efecto sobre los ovarios de las otras hembras la inhibición de la oogénesis.
Las feromonas como señal de agresión y defensa también han sido usadas como métodos de control de plagas de hormigas, más específicamente el ácido fórmico que sirve como tóxico repelente y feromona de alarma también ha sido usado como fumigante para otros artrópodos que afectan cultivos en el mundo.

## En gusano de seda
Su nombre es bombicol, una de las feromonas más estudiadas, producida por la hembra de la polilla del gusano de seda, con cantidades muy pequeñas de ella es posible atraer a los machos a más de 1 km. Los científicos están interesados en sintetizarla como alternativa a los pesticidas, pues usándola como trampa se podría aislar a los machos o liberándola al campo evitar el encuentro de machos y hembras, interrumpiendo así el ciclo reproductivo.

## En ratones
Ha sido demostrado en laboratorios que, en algunas hembras de roedores, el solo hecho de oler las feromonas de un macho distinto del que las fecundó, incluso indirectamente a través de su orina o el olor de su lecho, es capaz de inducirles abortos. Esto se conoce como efecto Bruce, por H. M. Bruce, quien lo descubrió en 1959.
En la orina de los machos de ratón Mus musculus existen sustancias no volátiles, presumiblemente feromonas sexuales, que son atractivas de forma innata para las hembras de su especie. En cambio los olores volátiles que desprende esta orina no son atractivos de forma innata, sino que adquieren esta propiedad cuando se asocian a las feromonas en lo que constituye un modelo de aprendizaje emocional apetitivo. Las feromonas no volátiles estimulan el sistema vomeronasal, mientras que los volátiles asociados a ellas son detectados por el sistema olfativo. En el sistema del refuerzo, las feromonas no volátiles percibidas por primera vez activan el núcleo basolateral de la amígdala y el núcleo accumbens, pero no el área ventral tegmental ni la corteza prefrontal. El sistema del refuerzo se activa de forma diferente cuando los animales perciben olores volátiles que han adquirido la propiedad de atractivos por asociación con las feromonas. La detección de estos estímulos con valor atractivo adquirido estimula la actividad de la amígdala basolateral, del área ventral tegmental y de la corteza prefrontal, pero no del núcleo accumbens. La asociación entre las feromonas no volátiles y sus olores asociados se produce por tanto en el núcleo basolateral de la amígdala.

## En humanos
Hay estudios científicos que señalan la posible existencia de feromonas en los humanos. Aun así, estos estudios siguen siendo sujetos a debate por su metodología y por sus conclusiones poco determinantes. Actualmente no existe un consenso definitivo dentro de la comunidad científica sobre la existencia de feromonas humanas. En los humanos los receptores TAAR5 presuntamente presentan aversión a la trimetilamina, la cual es conocida como un antagonista hTAAR5.